# Urocitellus
Urocitellus és un gènere d'esquirols terrestres. Abans es considerava que pertanyien al gènere molt més gran dels Spermophilus, però la seqüenciació d'ADN del gen citocrom b mostrà que aquest grup era parafilètic amb els gossets de les praderies i les marmotes, i per això, actualment, es considera que Urocitellus és un gènere pel seu propi dret.
Totes, excepte dues espècies, són natives de les part nord i oest de Nord-amèrica des de Califòrnia a Minnesota i l'oest del Canadà; una espècie viu a territori àrtic de les dues bandes de l'estret de Bering i una altra només es troba a Àsia.
El nom del gènere deriva de les paraules llatines que designen la cua (uro) i "esquirol de terra" (citellus).

## Taxonomia
Gènere Urocitellus
- Urocitellus armatus
- Urocitellus beldingi
- Urocitellus brunneus
- Urocitellus canus
- Urocitellus columbianus
- Urocitellus elegans
- Urocitellus idahoensis
- Urocitellus mollis
- Urocitellus parryii
- Urocitellus richardsonii
- Urocitellus townsendii
- Urocitellus undulatus
- Urocitellus washingtoni